# 워싱턴주의 통계 지구

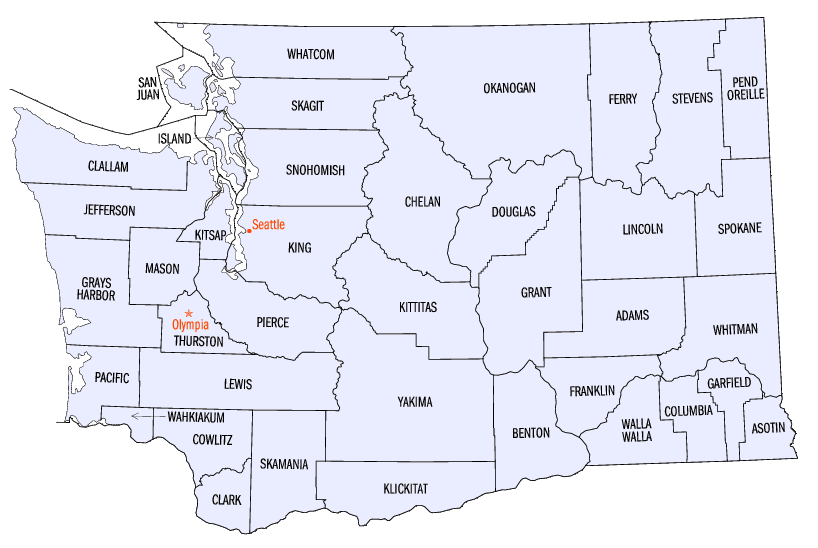
워싱턴 주의 군들

워싱턴의 주기

워싱턴의 통계 지구(Washington Statistical Area)는 워싱턴 주에 있는 통계 지구이다.

## 범례
| 범례      | 의미                                   |
| --------- | -------------------------------------- |
|           | 아이다호에 속하는 지역                 |
|           | 오리건에 속하는 지역                   |
|           | 2개의 주 이상에 걸친 지역(워싱턴 해당) |
| 초록 글씨 | 다른 주에 속하는 지역의 인구 수        |
| 파란 글씨 | 워싱턴과 다른 주에 걸친 지역의 인구 수 |

## 배치도
| 복합 통계 지구                  | 인구              | 핵심 기반 통계 지구               | 인구              | 군           | 인구      |
| ------------------------------- | ----------------- | --------------------------------- | ----------------- | ------------ | --------- |
| 시애틀-터코마-올림피아 지구     | 4,903,675         | 시애틀-터코마-벨뷰 지구           | 3,979,845         | 킹           | 2,252,782 |
| 시애틀-터코마-올림피아 지구     | 4,903,675         | 시애틀-터코마-벨뷰 지구           | 3,979,845         | 피어스       | 904,980   |
| 시애틀-터코마-올림피아 지구     | 4,903,675         | 시애틀-터코마-벨뷰 지구           | 3,979,845         | 스노호미시   | 822,083   |
| 시애틀-터코마-올림피아 지구     | 4,903,675         | 올림피아-래시-텀워터 지구         | 290,536           | 서스턴       | 290,536   |
| 시애틀-터코마-올림피아 지구     | 4,903,675         | 브레머턴-실버데일-포트오처드 지구 | 271,473           | 키챕         | 271,473   |
| 시애틀-터코마-올림피아 지구     | 4,903,675         | 마운트버넌-아나코테스 지구        | 129,205           | 스캐짓       | 129,205   |
| 시애틀-터코마-올림피아 지구     | 4,903,675         | 오크하버 지구                     | 85,141            | 아일랜드     | 85,141    |
| 시애틀-터코마-올림피아 지구     | 4,903,675         | 센트레일리아 지구                 | 80,707            | 루이스       | 80,707    |
| 시애틀-터코마-올림피아 지구     | 4,903,675         | 셸턴 지구                         | 66,768            | 메이슨       | 66,768    |
| 포틀랜드-밴쿠버-세일럼 지구     | 3,259,710 610,917 | 포틀랜드-밴쿠버-힐즈버러 지구     | 2,492,412 500,324 | 멀트노머     | 812,855   |
| 포틀랜드-밴쿠버-세일럼 지구     | 3,259,710 610,917 | 포틀랜드-밴쿠버-힐즈버러 지구     | 2,492,412 500,324 | 워싱턴       | 601,592   |
| 포틀랜드-밴쿠버-세일럼 지구     | 3,259,710 610,917 | 포틀랜드-밴쿠버-힐즈버러 지구     | 2,492,412 500,324 | 클라크       | 488,241   |
| 포틀랜드-밴쿠버-세일럼 지구     | 3,259,710 610,917 | 포틀랜드-밴쿠버-힐즈버러 지구     | 2,492,412 500,324 | 클랙커미스   | 418,187   |
| 포틀랜드-밴쿠버-세일럼 지구     | 3,259,710 610,917 | 포틀랜드-밴쿠버-힐즈버러 지구     | 2,492,412 500,324 | 얌힐         | 107,100   |
| 포틀랜드-밴쿠버-세일럼 지구     | 3,259,710 610,917 | 포틀랜드-밴쿠버-힐즈버러 지구     | 2,492,412 500,324 | 컬럼비아     | 52,354    |
| 포틀랜드-밴쿠버-세일럼 지구     | 3,259,710 610,917 | 포틀랜드-밴쿠버-힐즈버러 지구     | 2,492,412 500,324 | 스카마니아   | 12,083    |
| 포틀랜드-밴쿠버-세일럼 지구     | 3,259,710 610,917 | 세일럼 지구                       | 433,903           | 매리언       | 347,818   |
| 포틀랜드-밴쿠버-세일럼 지구     | 3,259,710 610,917 | 세일럼 지구                       | 433,903           | 포크         | 86,085    |
| 포틀랜드-밴쿠버-세일럼 지구     | 3,259,710 610,917 | 올버니-레버넌 지구                | 129,749           | 린           | 129,749   |
| 포틀랜드-밴쿠버-세일럼 지구     | 3,259,710 610,917 | 롱뷰 지구                         | 110,593           | 카울리츠     | 110,593   |
| 포틀랜드-밴쿠버-세일럼 지구     | 3,259,710 610,917 | 코밸리스 지구                     | 93,053            | 벤턴         | 93,053    |
| 스포캔-스포캔밸리-코어덜린 지구 | 734,218 568,521   | 스포캔-스포캔밸리 지구            | 568,521           | 스포캔       | 522,798   |
| 스포캔-스포캔밸리-코어덜린 지구 | 734,218 568,521   | 스포캔-스포캔밸리 지구            | 568,521           | 스티븐스     | 45,723    |
| 스포캔-스포캔밸리-코어덜린 지구 | 734,218 568,521   | 코어덜린 지구                     | 165,697           | 쿠트나이     | 165,697   |
| 케너윅-리칠랜드-왈라왈라 지구   | 360,372           | 케너윅-리칠랜드 지구              | 299,612           | 벤턴         | 204,390   |
| 케너윅-리칠랜드-왈라왈라 지구   | 360,372           | 케너윅-리칠랜드 지구              | 299,612           | 프랭클린     | 95,222    |
| 케너윅-리칠랜드-왈라왈라 지구   | 360,372           | 왈라왈라 지구                     | 60,760            | 왈라왈라     | 60,760    |
| 모세스레이크-오셀로 지구        | 117,756           | 모세스레이크 지구                 | 97,773            | 그랜트       | 97,773    |
| 모세스레이크-오셀로 지구        | 117,756           | 오셀로 지구                       | 19,983            | 애덤스       | 19,983    |
| 풀먼-모스코 지구                | 90,212 50,104     | 풀먼 지구                         | 50,104            | 휘트먼       | 50,104    |
| 풀먼-모스코 지구                | 90,212 50,104     | 모스코 지구                       | 40,108            | 라타         | 40,108    |
| 없음                            | 없음              | 얘키모 지구                       | 250,873           | 얘키모       | 250,873   |
| 없음                            | 없음              | 벨링햄 지구                       | 229,247           | 왓컴         | 229,247   |
| 없음                            | 없음              | 웨내치 지구                       | 120,629           | 첼랜         | 77,200    |
| 없음                            | 없음              | 웨내치 지구                       | 120,629           | 더글러스     | 43,429    |
| 없음                            | 없음              | 포트앤젤레스 지구                 | 77,331            | 클랠럼       | 77,331    |
| 없음                            | 없음              | 애버딘 지구                       | 75,061            | 그레이스하버 | 75,061    |
| 없음                            | 없음              | 엘렌스버그 지구                   | 47,935            | 키티타스     | 47,935    |
| 없음                            | 없음              | 루이스턴 지구                     | 62,990 22,582     | 네즈퍼스     | 40,408    |
| 없음                            | 없음              | 루이스턴 지구                     | 62,990 22,582     | 아소틴       | 22,582    |
| 없음                            | 없음              | 없음                              | 없음              | 오커나건     | 42,243    |
| 없음                            | 없음              | 없음                              | 없음              | 제퍼슨       | 32,221    |
| 없음                            | 없음              | 없음                              | 없음              | 퍼시픽       | 22,471    |
| 없음                            | 없음              | 없음                              | 없음              | 클릭키탯     | 22,425    |
| 없음                            | 없음              | 없음                              | 없음              | 샌환         | 17,582    |
| 없음                            | 없음              | 없음                              | 없음              | 펜드오레     | 13,724    |
| 없음                            | 없음              | 없음                              | 없음              | 링컨         | 10,939    |
| 없음                            | 없음              | 없음                              | 없음              | 페리         | 7,627     |
| 없음                            | 없음              | 없음                              | 없음              | 와키아쿰     | 4,488     |
| 없음                            | 없음              | 없음                              | 없음              | 컬럼비아     | 3,985     |
| 없음                            | 없음              | 없음                              | 없음              | 가필드       | 2,225     |
| 워싱턴                          | 워싱턴            | 워싱턴                            | 워싱턴            | 워싱턴       | 7,614,933 |

## 참고
- 인구 수는 2019년 기준이며 단위는 '명'이다.
- 서스턴군은 워싱턴주 행정 기관들이 있는 올림피아가 있기 때문에 굵은 글씨로 표기했다.

## 같이 보기
- 대도시 통계 지구